# Cristina-Adela Foișor

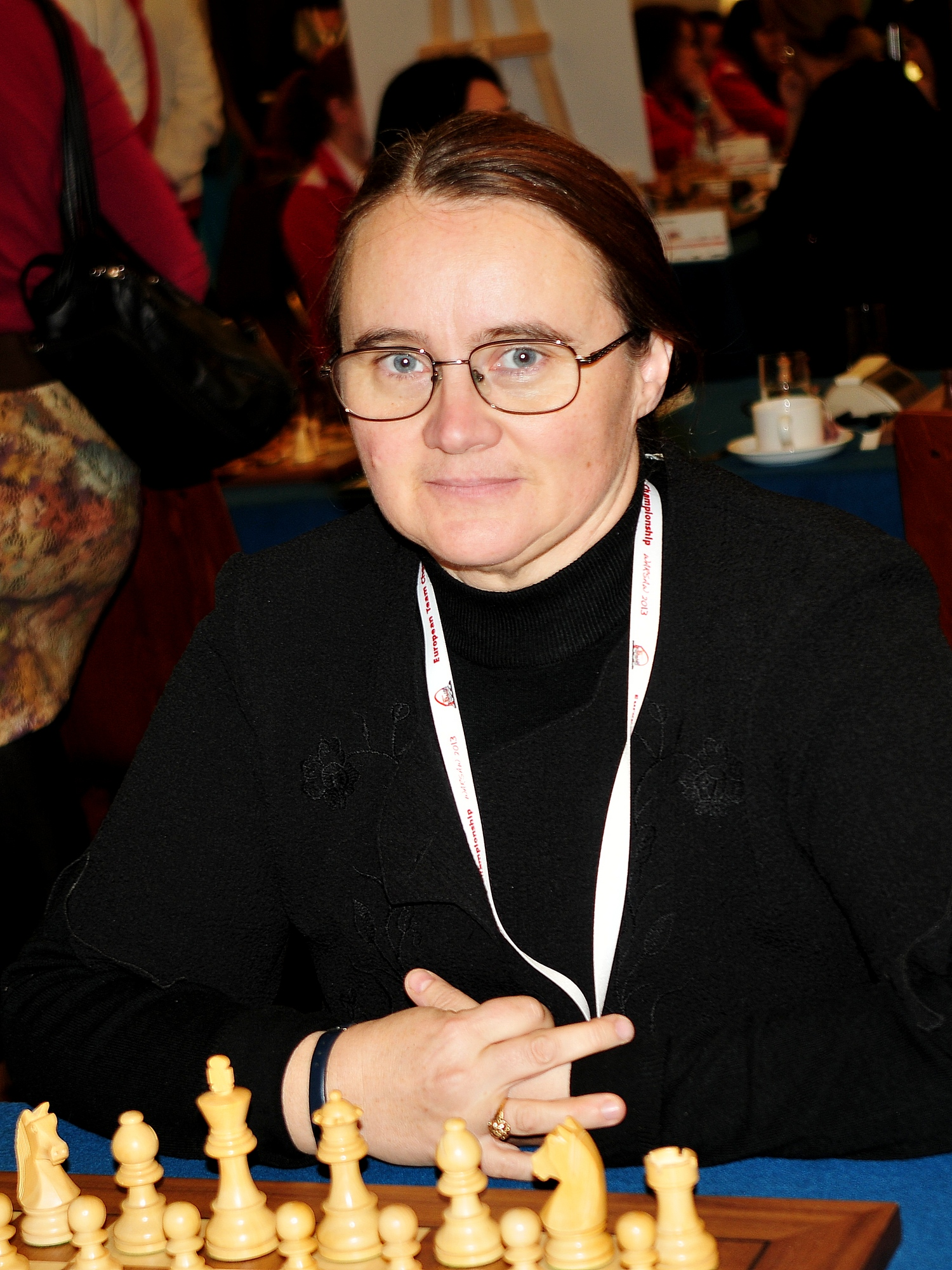
Foișor op het EK landenteams 2013

Cristina-Adela Foișor (geboren Bădulescu; 7 juni 1967 – 22 januari 2017) was een Roemeense schaakster. Ze was sinds 1991 grootmeester bij de vrouwen (WGM) en sinds 1997 een Internationaal Meester (IM).

## Biografie en schaakcarrière
Foișor werd op 7 juni 1967 geboren in Petroșani en studeerde wiskunde aan de universiteit van Timișoara.
Foișor won 5 keer het vrouwenkampioenschap van Roemenië: in 1989, 1998, 2011, 2012 en 2013. In 2007 won ze het Europees kampioenschap schaken voor vrouwen, en werd ereburger van de stad Petroșani.
In 1994 nam Foișor in Tilburg deel aan het kandidatentoernooi voor vrouwen voor het WK 1996, waarvoor ze zich had gekwalificeerd in 1993 via het interzonetoernooi Jakarta. Ze nam deel aan de volgende vrouwen-WK's: 2001, 2006, 2010 en 2012.  
In 2006 werd Foișor gedeeld eerste met Anna Zatonski en Elena-Luminița Cosma op het WGM-toernooi van het Schaakfestival van Marseille.

## Schaakteams
Met het Roemeense vrouwenteam, nam ze deel aan 14 Schaakolympiades: 1988, 1990, 1992, 1994, 1996, 1998, 2000, 2002, 2004, 2006, 2010, 2012, 2014 en 2016.  
In 2013 nam ze deel aan het WK landenteams (vrouwen). Ze nam acht keer deel aan het EK landenteams (vrouwen): 1992, 1997, 2001, 2003, 2005, 2011, 2013 en 2015 en drie keer aan een Schaak-Balkaniade voor vrouwen: 1985, 1990 en 1992. In de Schaak-Balkaniade 1985 won Foișor twee gouden medailles: met het team en individueel voor haar performance aan bord 2. In de European Club Cup voor vrouwen, spelend voor het team AEM Luxten Timișoara, won ze in 1998 met het team een gouden medaille, in 1999 and 2011 met het team een zilveren medaille.   

## Overlijden
Foișor overleed op 22 januari 2017 in het ziekenhuis van Timișoara County. Ze was ingepland deel te nemen aan het Wereldkampioenschap schaken voor vrouwen in Iran, in februari 2017.

## Persoonlijk leven
Ze was gehuwd met Internationaal Meester Ovidiu Foișor. Hun dochters zijn WGM Sabina-Francesca Foișor en WIM Mihaela-Veronica Foișor.   

## Externe koppelingen
- (en)   Informatie over schaakpartijen van Cristina-Adela Foișor op ChessGames.com
- (en)   Informatie over schaakpartijen van Cristina-Adela Foișor op 365chess.com